# Friedrich Kapp
Ne pas confondre avec son père, le philologue Friedrich Kapp (de) (1792-1866).
Pour les articles homonymes, voir Kapp.
Friedrich Kapp, né le 13 avril 1824 à Hamm (Westphalie) et mort le 27 octobre 1884 à Berlin, est un avocat, écrivain et homme politique.

## Biographie
Friedrich Kapp naît le 13 avril 1824 à Hamm. Il étudie à l'université de Heidelberg de 1842 à 1845 et étudie le droit à Berlin. Il exerce sa profession à Hamm et à Unna jusqu'en 1848, date à laquelle il s'installe à Francfort-sur-le-Main.
Il prend part à l'insurrection de septembre 1848 dans cette ville, s'enfuit à Paris et à New York, où il est avocat de 1850 à 1870, revient à Berlin, est élu député au Reichstag et à la Chambre prussienne, appartient aux groupes national-libéral, sécessionniste et progressiste. Il écrit de nombreux ouvrages sur les Allemands aux États-Unis; biographies de Steuben (Berlin, 1858); J. Kalb (1862) ; Vollmann (1880) : Der Soldatenhandel der deutschen Fùrsten nach Amerika (1864); Gesch. der deutschen Einwanderung in America (1868) ; Die Deutschen im Staat New York wœhrend des 18ten Jahrh. (New York, 1884), etc.; ce sont des ouvrages d'une érudition solide. Il laisse inachevée une Gesch. des deutschen Buchhandels (Leipzig, 1886, t. I).
Friedrich Kapp meurt le 27 octobre 1884 à Berlin.